# Debate da Cozinha

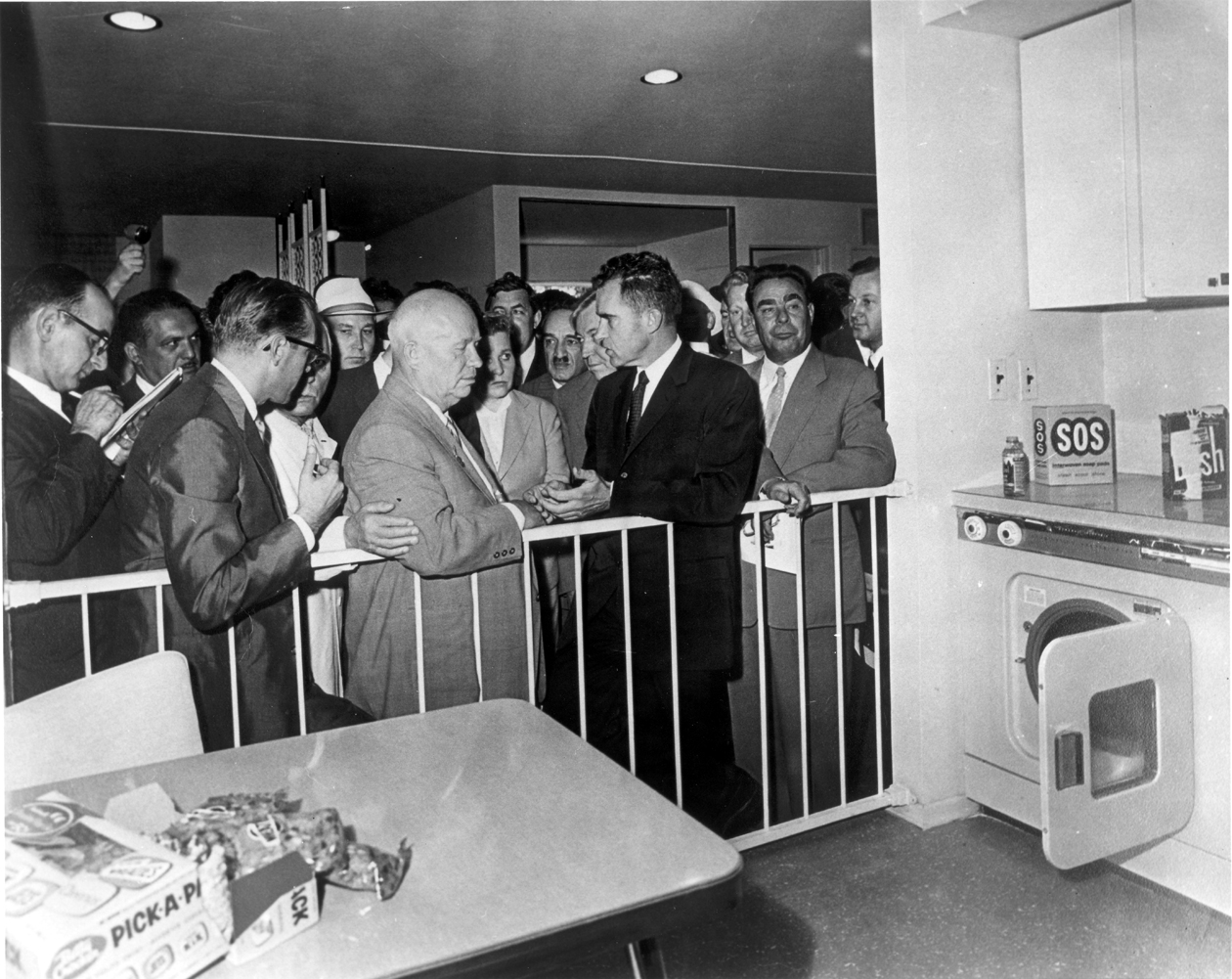
O vice-presidente Nixon discute com o primeiro-ministro Khrushchev diante de repórteres e espectadores, incluindo membros do Politburo Leonid Brezhnev, Anastas Mikoyan e Yekaterina Furtseva na Exposição Nacional Americana no Parque Sokolniki, em Moscou, 1959

O Debate da Cozinha foi uma discussão informal ocorrida em 24 de julho de 1959, entre o vice-presidente norte-americano Richard Nixon e o primeiro-ministro soviético Nikita Khrushchev na abertura da Exposição Nacional Americana no Parque Sokolniki, em Moscou, União Soviética.

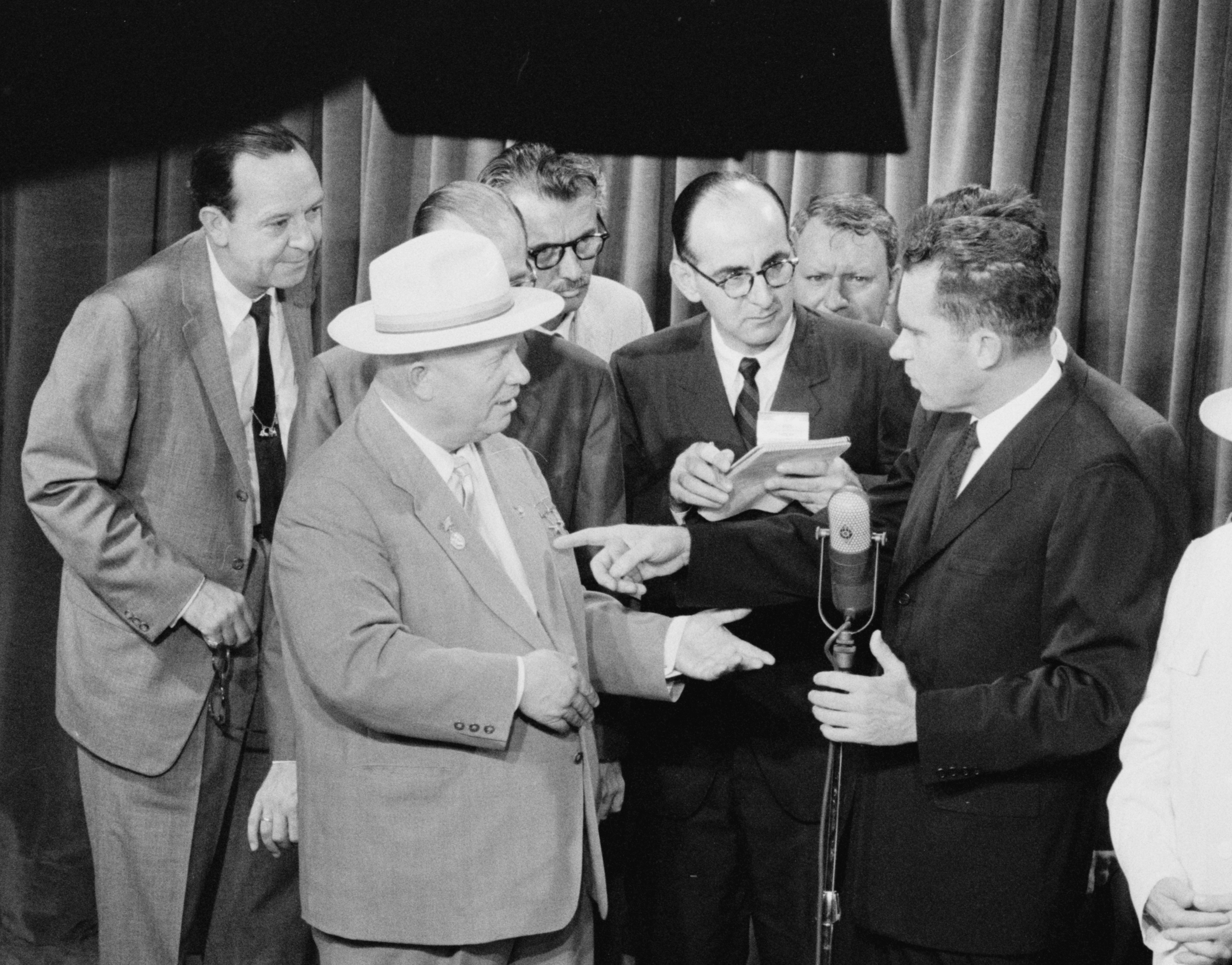
O vice-presidente Richard Nixon ao lado do primeiro-ministro soviético Nikita Khrushchev, durante o "Debate da Cozinha", em 24 de julho de 1959.

Para a exposição, uma casa inteira foi construída em que os expositores norte-americanos reivindicaram que qualquer pessoa nos Estados Unidos poderia ter recursos para comprá-la. A cozinha estava cheia de produtos que representavam o modelo norte-americano de consumismo e capitalista. Neste cenário, Nixon e Khrushchev debateram calorosamente os méritos e problemas do capitalismo e do comunismo.
Nos Estados Unidos, três grandes redes de televisão transmitiram o debate da cozinha em 25 de julho. Os soviéticos protestaram posteriormente, como Nixon e Khrushchev concordaram que o debate deveria ser transmitido simultaneamente nos EUA e na União Soviética, e os soviéticos ameaçaram reter a fita até que eles estivessem prontos para transmitir. As redes norte-americanas, no entanto, sentiram que o atraso faria com que a notícia perdesse seu imediatismo. Dois dias depois, no dia 27 de julho, o debate foi transmitido na televisão de Moscou, embora tarde da noite e com as observações de Nixon apenas parcialmente traduzidas.